# Gabrielle Union
Gabrielle Monique Union (ur. 29 października 1972 w Omaha, w stanie Nebraska) – amerykańska aktorka filmowa i modelka.

## Życiorys
Wychowana była w wierze katolickiej. Kiedy miała osiem lat, jej rodzina przeprowadziła się do Pleasanton, w stanie Kalifornia. W szkole średniej Foothill High School przejawiała talent do koszykówki, piłki nożnej i lekkoatletyki. Była w związku z Jasonem Kiddem, koszykarzem NBA. Marzyła o karierze prawniczki. Studiowała socjologię na University of California (UCLA) w Los Angeles. Po ukończeniu uniwersytetu w Nebraska, uczęszczała do Cuesta College. Początki jej aktorskiej kariery sięgają 1996 roku, kiedy to pojawiła się gościnnie jako Kristen w sitcomie Przyjaciele (Friends), a potem w serialu sci-fi Star Trek:Stacja kosmiczna (Star Trek: Deep Space Nine, 1997). Wcieliła się w rolę lekarki Courtney Ellis w serialu CBS Miasto Aniołów (City of Angels, 2000). Właściwie do roku 2000 grywała wyłącznie epizody i małe rólki w serialach telewizyjnych. Potem przyszedł czas na role w kinowych produkcjach, takich jak "Dziewczyny z drużyny" (Bring It On, 2000) jako cheerleaderka u boku Kirsten Dunst, komedia kryminalna "Witamy w Collinwood" (Welcome to Collinwood, 2002) czy thrillerze "Porzucona" (Abandon, 2002) z Katie Holmes. Jednak prawdziwą popularność zdobyła po występach w filmach "Od kołyski, aż po grób" (Cradle 2 the Grave, 2003) jako Daria i sequelu przeboju kinowego Bad Boys II (2003) w roli Syd.
Wystąpiła w teledysku Paradise (2003) LL Coola J'a, I Love My Chick (2006) Busty Rhymesa oraz Miss Independent (2008) Ne-Yo.
W roku 2019 była jedną z  jurorek w America’s Got Talent.

## Życie prywatne
Jej mężem od 5 maja 2001 do kwietnia 2006 roku był Chris Howard, zawodnik NFL. Spotykała się z aktorem Hillem Harperem. 30 sierpnia 2014 r. wyszła za gwiazdę NBA, Dwyane'a Wade’a.

## Filmografia
- Narodziny narodu (The Birth of a Nation, 2016)
- Think like a Man (2012)
- Good Deeds (2012)
- Mów mi Dave (Meet Dave, 2008)
- Cadillac Records (2008)
- Moje córki (Daddy's Little Girl, 2007)
- Biegając z nożyczkami (Running with Scissors, 2006)
- Say Uncle (2005)
- Bardzo długa podróż poślubna (The Honeymooners, 2005)
- Łamanie zasad (Breakin' All the Rules, 2004)
- Wybaw nas od Ewy (Deliver Us From Eva, 2003)
- Od kołyski, aż po grób (Cradle 2 the Grave, 2003)
- Bad Boys II (2003)
- Porzucona (Abandon, 2002)
- Bracia (The Brothers, 2001)
- Miłość i basketball (Love & Basketball, 2000)
- Dziewczyny z drużyny (Bring It On, 2000)
- Cała ona (She's All That, 1999)
- Zakochana złośnica (10 Things I Hate about You, 1999)
- Siódme niebo (7th Heaven, serial TV; 1996–1999)